# Parthenope
Parthenope er en film fra 2024 af Paolo Sorrentino.

## Medvirkende
- Celeste Dalla Porta som Parthenope
- Stefania Sandrelli
- Gary Oldman som John Cheever
- Silvio Orlando som Devoto Marotta
- Luisa Ranieri som Greta Cool
- Peppe Lanzetta
- Isabella Ferrari som Flora Malva